# تپه جوبهرامی
تپه جوبهرامی مربوط به دوره اشکانیان است و در شهرستان سلسله (الشتر)، بخش مرکزی، دهستان دوآب، ۲۵۰ متری شمال روستای نیازآباد واقع شده و این اثر در تاریخ ۳۰ بهمن ۱۳۸۶ با شمارهٔ ثبت ۲۱۱۴۲ به‌عنوان یکی از آثار ملی ایران به ثبت رسیده است.